# Schlacht an der Raxa
Die Schlacht an der Raxa fand am 16. Oktober 955 im heutigen Mecklenburg-Vorpommern statt. Sie endete mit der Niederlage der antisächsischen Koalition aus Abodriten und Wilzen, Zirzipanen und Tollensanen unter ihrem Anführer Stoignew gegen den ostfränkischen König Otto I.

## Vorgeschichte
Während König Ottos Kräfte durch die Ungarneinfälle gebunden waren, verbündeten sich Wichmann II. und Ekbert vom Ambergau mit dem slawischen Fürsten Nakon und seinem Bruder Stoignew, die den Sachsen feindlich gesinnt waren. Mit einem slawischen Gefolge drangen Wichmann und Ekbert 955 in das sächsische Gebiet ein und überfielen die Stadt der Cocarescemier, wobei laut Widukind von Corvey alle volljährigen Männer von den slawischen Kriegern getötet und Frauen, Kinder und Knechte sowie das Hab und Gut als Beute unter sich verteilt wurden.
Nachdem Otto I. am 10. August 955 die Magyaren in der Schlacht auf dem Lechfeld bei Augsburg geschlagen hatte, verlangte er Vergeltung für das Massaker von Cocarescem. Wichmann und Ekbert wurden des Hochverrates angeklagt und als Landesfeinde geächtet. Daraufhin nahmen die Slawen Verhandlungen mit Otto I. auf. Slawische Unterhändler erschienen bei ihm und boten an, wie üblich Tributzahlungen zu leisten. Sie bestanden aber darauf, dass sie die Herrschaft über ihre Länder auch weiterhin selbst ausübten; anderenfalls würden sie kämpfen.
Otto antwortete, er gewähre keinen Frieden, bevor sie nicht bereit seien, für ihre Missetaten Wiedergutmachung zu leisten. Diese bestand offenbar in mehr als der Zahlung von Tributen, vielleicht einer Unterwerfung, und dazu waren die slawischen Fürsten nicht bereit.

## Die Schlacht
Nach Ablehnung seines Angebots drang Otto I. an der Spitze eines mit seinem Sohn Liudolf, dem Markgrafen Gero und dem böhmischen Herrscher Boleslav I. prominent zusammengesetzten Heeres in das Gebiet der Slawen ein und verwüstete dieses, bis er von den Truppen Stoignews an der Raxa aufgehalten wurde. Aufgrund der Uferbeschaffenheit konnte Ottos Heer den Fluss an dieser Stelle nicht überqueren. Es gab auch kein zurück, da die Slawen den Weg mit einem Baumverhau unpassierbar gemacht hatten und überwachten. Im Lager der Sachsen begannen Hunger und Krankheit um sich zu greifen. In dieser bedrohlichen Lage entsandte Otto den Markgrafen Gero zu Stoignew und ließ durch diesen nun seinerseits einen Vorschlag unterbreiten: Otto bot dem heidnischen Slawenfürsten ein Freundschaftsbündnis an. Die Gnade der Freundschaft sollte Stoignew aber erst nach einer öffentlichen und damit insbesondere für das slawische Heer sichtbaren Unterwerfung erlangen. Stoignew hätte also als Teil der Vereinbarung Ottos Oberherrschaft anerkennen müssen. Offenbar lehnte Stoignew diesen Vorschlag ab. Ob er überhaupt die Möglichkeit gehabt hätte, sich zu unterwerfen und an der Macht zu bleiben, bleibt eingedenk der ursprünglichen slawischen Forderung zweifelhaft. Mit Hilfe der verbündeten Ruani – entweder handelt es sich hier um die Ersterwähnung der Ranen oder um Hilfstruppen der 954 von Gero unterworfenen Ukranen – gelang es dem Markgrafen Gero am nächsten Tag, einen geeigneten Flussübergang an anderer Stelle zu finden. Dort errichtete er während eines Ablenkungsmanövers drei Brücken und konnte aus günstiger Position die heraneilenden Slawen auf der anderen Seite der Raxa stellen und besiegen.
Nach Thietmar von Merseburg wurde Stoignew, der bei ihm Stoinneg heißt, gefangen genommen und dann von Otto enthauptet. Nach Widukind von Corvey enthauptete ein Ritter namens Hosed den Stoignew und brachte seinen Kopf dem König, der ihm Ehre und Auszeichnung erwiesen habe. Den Kopf habe man am folgenden Tag auf dem Schlachtfeld aufgestellt und dort 700 slawische Gefangene ebenfalls enthauptet. Des Weiteren sei der Ratgeber Stoignews geblendet und ihm die Zunge herausgeschnitten worden. Anschließend habe man ihn zwischen den Sterbenden liegen gelassen. Die Slawen hätten sich daraufhin Otto I. unterworfen und ihm Tribut geleistet.
Die Sankt Gallener Annalen berichten ebenfalls von der Tötung Stoignews (Ztoignavs), aber nicht von dessen Todesart. Sie bezeichnen jedoch den genauen Tag der Schlacht: Es sei der Tag ihres Namenspatrons, des heiligen Gallus, gewesen, der 16. Oktober.

## Zeitgenössische Quellen
Der Verlauf der Schlacht wird in Widukind von Corveys Chronik Rerum gestarum Saxonicarum (III,53–55) beschrieben. Eine kurze Erwähnung findet die Schlacht ferner in einer Fortsetzung der Prümer Annalen in den Abschnitten zum Jahre 955 und der St. Gallener Annalen.

## Austragungsort
Die Quellen schweigen zum Großteil über den genauen Ort der Schlacht. Nur Widukind von Corvey lokalisiert das Schlachtfeld in der sumpfigen Niederung eines Flusses Raxa, der sich jedoch einem heutigen Gewässernamen nicht eindeutig zuordnen lässt. In der Forschung ist das Recknitztal (die spätere mecklenburgisch-pommersche Grenze nahe Pantlitz bei Ribnitz-Damgarten) als Austragungsort erwogen worden. Ein Slawischer Burgwall am Rande des Ortes mit weiträumigen Blick über die Recknitz und eine slawische Höhenburg als Grenzburg aus dem 8. – 9. Jahrhundert deuten zudem auf eine strategisch bedeutsame Lage hin. Der mecklenburgische Historiker und Staatsarchivar Wilhelm Gottlieb Beyer (1801–1881) trat hingegen für den „Winkel zwischen dem Plauer See und der Lenzer Reke südwestlich von Malchow“ ein. In der Fachliteratur wird die Raxa heute zumeist mit der Recknitz, teils auch mit der Elde identifiziert.

## Rezeption
- Paul Althof: Gernrode. Poetische Erzählung aus dem zehnten Jahrhundert.[9] Leipzig 1890 (Buchvorschau des Reprints von 2015 bei Google Books; die ersten zwei Seiten sind fehlerhaft und entstellt).